# Notación Reddick
La notación Reddick en programación informática, es un sistema usado normalmente para crear los nombres de variables e identificar rápidamente su tipo de dato. El nombre de la notación proviene de su inventor Greg Reddick.
Esta convención es muy utilizada en las nuevas versiones de Visual Basic y Visual Basic 2005. También es muy utilizada por los programadores de Microsoft y en tecnologías .NET. Consiste en "tags" de tres letras en minúsculas que se añaden a los nombres de las variables, y que indican su tipo. El resto del nombre indica, lo más claramente posible, la función que realiza la variable.

## Ejemplo
| Prefijo | Significado |
| ------- | ----------- |
| bol     | Booleano    |
| lng     | Long        |
| byt     | Byte        |
| str     | String      |
| sng     | Single      |
| dbl     | Double      |
| cur     | Currency    |
| dat     | Date        |
| obj     | Object      |
| var     | Variant     |

- intContador: una variable del tipo INTEGER que se usa como un contador.
- strNombre: variable del tipo STRING que se usa para almacenar un nombre.

## Notación para objetos
Esta notación se ha expandido para ser usadas por tipos de objetos:
| Object | Tag | Example            |
| ------ | --- | ------------------ |
| Table  | tbl | tblCustomer        |
| Query  | qry | qryOverAchiever    |
| Form   | frm | frmCustomer        |
| Report | rpt | rptInsuranceValue  |
| Macro  | mcr | mcrUpdateInventory |
| Module | bas | basBilling         |

En Visual Basic, la notación se ha adaptado a la siguiente:
```
Object		        Tag	Example
Chart (graph)		cht	chtSales
Check box		chk	chkReadOnly
Combo box		cbo	cboIndustry
Command button		cmd	cmdCancel
Frame (object)		fra	fraPhoto
Label			lbl	lblHelpMessage
Line			lin	linVertical
List box		lst	lstPolicyCode
Option button		opt	optFrench
Option group		grp	grpLanguage
Page break		brk	brkPage1
Shape			shp	shpNamePanel
Subform/report		sub	subContact
Text box		txt	txtLoginName
Toggle button		tgl	tglForm
```